# Seven de Sudáfrica 2009
El Seven de Sudáfrica de 2009 fue la undécima edición del torneo sudafricano de rugby 7 y el segundo torneo de la temporada 2009-10 de la Serie Mundial Masculina de Rugby 7.
Se disputó en la instalaciones del Outeniqua Park de George.

## Fase de grupos

### Grupo A
| Equipo    | Encuentros | Encuentros | Encuentros | Encuentros | Tantos  | Tantos    | Tantos     | Puntos |
| Equipo    | jugados    | ganados    | empatados  | perdidos   | a favor | en contra | diferencia | Puntos |
| --------- | ---------- | ---------- | ---------- | ---------- | ------- | --------- | ---------- | ------ |
| Kenia     | 3          | 2          | 1          | 0          | 95      | 19        | 76         | 8      |
| Sudáfrica | 3          | 2          | 1          | 0          | 79      | 31        | 48         | 8      |
| Zimbabue  | 3          | 1          | 0          | 2          | 36      | 84        | -48        | 5      |
| Francia   | 3          | 0          | 0          | 3          | 26      | 102       | -76        | 3      |

Nota: Se otorgan 3 puntos al equipo que gane un partido, 2 al que empate y 1 al que pierda

### Grupo B
| Equipo    | Encuentros | Encuentros | Encuentros | Encuentros | Tantos  | Tantos    | Tantos     | Puntos |
| Equipo    | jugados    | ganados    | empatados  | perdidos   | a favor | en contra | diferencia | Puntos |
| --------- | ---------- | ---------- | ---------- | ---------- | ------- | --------- | ---------- | ------ |
| Fiyi      | 3          | 3          | 0          | 0          | 112     | 19        | 93         | 9      |
| Australia | 3          | 1          | 1          | 1          | 35      | 50        | -15        | 6      |
| Portugal  | 3          | 1          | 0          | 2          | 33      | 83        | -50        | 5      |
| Rusia     | 3          | 0          | 1          | 2          | 38      | 66        | -28        | 4      |

### Grupo C
| Equipo         | Encuentros | Encuentros | Encuentros | Encuentros | Tantos  | Tantos    | Tantos     | Puntos |
| Equipo         | jugados    | ganados    | empatados  | perdidos   | a favor | en contra | diferencia | Puntos |
| -------------- | ---------- | ---------- | ---------- | ---------- | ------- | --------- | ---------- | ------ |
| Samoa          | 3          | 3          | 0          | 0          | 60      | 29        | 31         | 9      |
| Nueva Zelanda  | 3          | 2          | 0          | 1          | 96      | 34        | 62         | 7      |
| Gales          | 3          | 1          | 0          | 2          | 25      | 55        | -30        | 5      |
| Estados Unidos | 3          | 0          | 0          | 3          | 19      | 82        | -63        | 3      |

### Grupo D
| Equipo     | Encuentros | Encuentros | Encuentros | Encuentros | Tantos  | Tantos    | Tantos     | Puntos |
| Equipo     | jugados    | ganados    | empatados  | perdidos   | a favor | en contra | diferencia | Puntos |
| ---------- | ---------- | ---------- | ---------- | ---------- | ------- | --------- | ---------- | ------ |
| Inglaterra | 3          | 3          | 0          | 0          | 91      | 26        | 65         | 9      |
| Argentina  | 3          | 2          | 0          | 1          | 65      | 22        | 43         | 7      |
| Escocia    | 3          | 1          | 0          | 2          | 50      | 58        | -8         | 5      |
| Túnez      | 3          | 0          | 0          | 3          | 14      | 114       | -100       | 3      |

## Fase Final

### Cuartos de final
| 12 de diciembre | Kenia | 24 - 12 | Australia |  |  |

| 12 de diciembre | Inglaterra | 19 - 22 | Nueva Zelanda |  |  |

| 12 de diciembre | Samoa | 19 - 26 | Argentina |  |  |

| 12 de diciembre | Fiyi | 21 - 17 | Sudáfrica |  |  |

### Semifinal
| 12 de diciembre | Kenia | 14 - 17 | Nueva Zelanda |  |  |

| 12 de diciembre | Argentina | 14 - 19 | Fiyi |  |  |

### Final
| 12 de diciembre | Nueva Zelanda | 21 - 12 | Fiyi |  |  |

| Bandera de Nueva Zelanda |
| Campeón Nueva Zelanda    |
| 2º título del circuito   |